# Old Crow (Yukon)
Old Crow (Teechik em Gwich'in) é uma comunidade seca no território canadense do Yukon, é um ambiente periglacial. Tinha 245 habitantes em 2011, a maioria deles pertencente à Primeira Nação aborígene dos Gwitchin de língua gwich'in. A comunidade está situada no rio Porcupine, no extremo norte do território. 
Old Crow é a única comunidade do Yukon que não pode ser acessada de carro, exigindo que os visitantes e moradores ingressem no Aeroporto Old Crow para alcançá-lo ou para sair do local.